# یوگنی سکوموروخوف
یِوگِنی واسیلیویچ سکوموروخوف (به روسی: Евгений Васильевич Скоморохов) (زادهٔ ۱۱ ژوئیه ۱۹۴۵ – درگذشتهٔ ۱۰ نوامبر ۲۰۰۲) بازیکن پیشین و مربی حرفه‌ای فوتبال بود. سکوموروخوف دو دوره در سال‌های ۱۳۷۲ و ۱۳۷۸ سرمربی‌گری تیم فوتبال باشگاه استقلال تهران را بر عهده داشت. تنها موفقیت او با استقلال حضور در فینال جام حذفی فصل ۷۸-۱۳۷۷ بود که در فینال و در دقایق پایانی دو بر یک از پرسپولیس شکست خورد. او در ایران به نام‌های «گاسپادین» (به معنی آقا) و «مرد یخی» نیز شناخته می‌شد. سکوموروخوف در سال ۲۰۰۲ در روسیه درگذشت.

## تفکیک عملکرد سکوموروخوف در استقلال
| یوگنی سکوموروخوف    |      |     |       |      |     |     |       |        |
| عنوان               | بازی | برد | مساوی | باخت | گ.ز | گ.خ | تفاضل | امتیاز |
| لیگ دسته یک آزادگان | ۱۸   | ۱۰  | ۶     | ۲    | ۲۴  | ۱۱  | ۱۳    | ۳۶     |
| جام حذفی            | ۱۰   | ۳   | ۲     | ۵    | ۱۱  | ۵   | ۶     | ۱۱     |
| لیگ دسته سه         | ۲۴   | ۱۶  | ۶     | ۲    | ۴۵  | ۱۵  | ۳۰    | ۵۴     |
| جمع                 | ۵۲   | ۲۹  | ۱۴    | ۹    | ۸۰  | ۳۱  | ۴۹    | ۱۰۱    |